# Las olimpiadas de la risa
Las olimpiadas de la risa (Laff-a-lympics, título original en inglés) es una serie de televisión animada, producida por Hanna-Barbera que reunía a los 45 personajes de dibujos animados más importantes de Hanna-Barbera en tres equipos olímpicos: Los Yogui Yogis (liderados por el Oso Yogui), Los Súper de Scooby-Doo (liderados por el mismo personaje) y los Súper Malos (liderados por Patán). La serie tuvo dos temporadas, la primera de 16 episodios y la segunda de 8, para un total de 24 episodios. La serie se produjo entre 1977 y 1978.
Se trataba de una parodia de los Juegos Olímpicos. También fue la primera serie de Hanna-Barbera del género comedia en no usar risas enlatadas.

## Argumento
Cada episodio comenzaba con la narración de los comentaristas del programa: El León Melquíades y el Lobo Mildew, presentando los eventos deportivos e introduciéndonos a las pruebas que se iban a acometer en cada capítulo. Las olimpiadas se hacían en varias partes del mundo, cada episodio se dividía en 2 mitades, y cada una de estas fracciones de capítulo tenía lugar en una región distinta, entre los lugares que se visitaron, se encontraron África, Italia, Sudamérica, España, Reino Unido, Estados Unidos, Canadá, etc.
Fueron los dibujos animados preferidos de muchos niños de la época, ya que en un mismo episodio podían ver a un gran número de personajes muy conocidos: Scooby Doo y Shaggy, Yogi, Boo Boo, Cindy, Huckleberry Hound, Canuto y Canito, el Lagarto Juancho, Pixie, Dixie y el gato Jinks y muchos más.
Los primeros tres capítulos (sin contar el piloto), contaron con 6 eventos cada uno (3 por mitad), pero desde el cuarto en adelante, esto se redujo a 4 pruebas por episodio (2 por mitad), habiendo un capítulo que contó con 5 eventos (2/3).
La competición se basaba en un sistema de puntos: el primer lugar (el ganador del juego) obtenía 25 puntos, el segundo lugar obtenía 15 puntos y el tercero 10. El sistema de premiación para los concursantes era exactamente igual: La medalla de oro valía unos 25 puntos, la medalla de plata unos 15 puntos y la de bronce unos 10 puntos. Sin embargo, en eventos de extrema dificultad solía haber un bonus de 50 puntos para el ganador, en reemplazo de los 25 puntos convencionales. o incluso otras veces añadido a estos, con lo cual a veces se podían llegar a ganar hasta 75 puntos en una de estas pruebas especiales, También se restaban puntos por hacer trampa. Casi siempre ganaban las olimpiadas el equipo de los Super de Scooby Doo o el equipo de los Yogui Yogis. Los Super Malos en la mayoría de los capítulos quedaban de últimos, por lo general debido a las trampas que hacían, y los castigos de puntaje que por ello se les aplicaban, muchas veces ganaban pruebas, siendo de vez en cuando avalados por los jueces, pero lo más frecuente en esos casos donde este equipo sacaba el primer puesto en un evento, era que fueran descalificados por hacer trampa en alguna forma, aunque hubo unos pocos episodios donde ellos terminaron ganando la medalla de oro, pero también en otros, ocurrió que parecían terminar con el mayor puntaje al final de toda la competencia, y al último segundo los jueces anunciaban descalificación, y por ende, la victoria final de alguno de los otros conjuntos.

## Equipos
Los Super de Scooby-Doo (The Scooby Doobies)
Conformados por Scooby-Doo como capitán del equipo, Shaggy Rogers, Scooby Dum (el primo completamente tonto de Scooby-Doo), Halcón Azul, Dinamita, el perro maravilla, El Capitán Cavernícola y los Angeles Adolescentes (Brenda Chance, Dee Dee y Tafy Dare), El superveloz Buggy Buggy, Tinker, Babú (el genio torpe de Jeannie) y Hong Kong Phooey.
Nota: Originalmente Jeannie (de la serie del mismo nombre), Josie, Melody, Alejandro, Alan y Sebastián (de Josie y las Melódicas) iban a aparecer como miembros de Los Super de Scooby-Doo pero fueron sacados por razones desconocidas.
Los Yogui Yogis (The Yogi Yahooeys)
Conformados por el Oso Yogui como capitán del equipo, el Oso Bubu, Huckleberry Hound, la Osa Cindy (la novia de Yogui), Pixie, Dixie y el gato Jinks,Simiolon, El Lagarto Juancho, Canuto y Canito, Tiro Loco McGraw, El Lobo Hokey, Super Fisgón y Despistado y Yakky Doodle.
Los Super Malos (The Really Rottens)
Conformados por Rabugento (Primo hermano de Patán) como capitán del equipo, Dread Baron (el Barón Muerte, era el hermano de Pierre Nodoyuna), Dinky Dalton, Dirty Dalton, Dastardly Dalton, Daisy Mayhem, Cochinon (Sooey Pig), El Gran Fondoo, El Conejo Mágico, El Señor Creeply, La Señora Creeply, Creeply Jr y Pulpito (Orful Octopus).
Nota: Dread Baron iba a aparecer como el líder de Los Super Malos pero fue reemplazado por Rabugento por razones desconocidas.

## Episodios
Este es un resumen, con información de los episodios, las regiones del mundo donde se realizó cada uno (2 por capítulo), y los resultados finales (puntuaciones) de los equipos, en cada uno de ellos:
Primera Temporada:
1: Suiza - Japón
1.os: Scoobys (105)
2.os: Yoguis (80)
3.os: Malos (65) (Tercer lugar con mayor puntaje en toda la serie)
2: Florida - China
1.os: Scoobys (115)
2.os: Yoguis (110) (Segundo lugar con mayor puntaje en toda la serie)
3.os: Malos (0) (Tercer lugar con menor puntaje en toda la serie)
3: México - Inglaterra
1.os: Scoobys (70)
2.os: Yoguis - Malos (65)
Nota: Aunque fue un empate en el segundo lugar, en el capítulo se le da el segundo lugar a los Yoguis y el tercero a los Malos
4: Desierto del Sahara - Escocia
1.os: Yoguis (70)
2.os: Scoobys (65)
3.os: Malos (20)
5: Francia - Australia
1.os: Scoobys (120)
2.os: Yoguis (75)
3.os: Malos (35)
6: Grecia - Montañas Ozark
1.os: Scoobys (105)
2.os: Yoguis (80)
3.os: Malos (20)
7: Italia - Carolina del Norte
1.os: Scoobys (85)
2.os: Malos (65)
3.os: Yoguis (40)
8: Egipto - Bosque de Sherwood
1.os: Scoobys (90)
2.os: Malos (80)
3.os: Yoguis (55)
9: España - Himalayas
1.os: Scoobys (90)
2.os: Yoguis (80)
3.os: Malos (55)
10: India - Israel
1.os: Yoguis (100)
2.os: Malos (40)
3.os: Scoobys (35)
11: África - San Francisco
1.os: Yoguis (80)
2.os: Scoobys (20) (Segundo lugar con menor puntaje en toda la serie)
3.os: Malos (10)
12: Gran Cañón - Irlanda
1.os: Yoguis (135) (Primer lugar con mayor puntaje en toda la serie)
2.os: Scoobys (55)
3.os: Malos (45)
13: Hawái - Noruega
1.os: Scoobys (90)
2.os: Yoguis (70)
3.os: Malos (30)
14: Polo Norte - Tahití
1.os: Scoobys (120)
2.os: Yoguis (75)
3.os: Malos (55)
15: Arizona - Holanda
1.os: Scoobys (75)
2.os: Yoguis (65)
3.os: Malos (60)
16 (Piloto): Quebec - Bagdad
1.os: Scoobys (65) (Primer lugar con menor puntaje en toda la serie)
2.os: Yoguis - Malos (55)
Segunda Temporada:
17: Rusia - El Caribe:
1.os: Scoobys (100)
2.os: Yoguis (80)
3.os: Malos (50)
18: Nueva York - Turquía
1.os: Malos (75)
2.os: Scoobys (70)
3.os: Yoguis (60)
19: Sudamérica (Argentina/Brasil) - Transilvania
1.os: Yoguis (90)
2.os: Scoobys (80)
3.os: Malos (55)
20: Riviera francesa - Nueva Zelanda
1.os: Scoobys (90)
2.os: Yoguis (70)
3.os: Malos (40)
21: Luisiana - Atlántida
1.os: Yoguis (70)
2.os: Scoobys - Malos (60)
22: Marruecos - Washington
1.os: Malos (75)
2.os: Scoobys - Yoguis (70)
23: Canadá - Polonia
1.os: Yoguis (85)
2.os: Scoobys (70)
3.os: Malos (45)
24: Siam - La Luna
1.os: Los 3 equipos empataron (80)

NOTA: En algunos capítulos, cuentan con la participación de Pedro Picapiedra y Pablo Mármol, quienes actúan como Jueces Invitados al Programa.

## Medallero total (por equipo)
Los Super de Scooby-Doo
Oro: 15
Plata: 8
Bronce: 1
Los Yogui Yoguis
Oro: 8
Plata: 13
Bronce: 3
Los Super Malos
Oro: 3
Plata: 6
Bronce: 15

## Mayor y peor puntaje de cada equipo
Los Super de Scooby-Doo
Mayor puntaje: 120 - "Francia - Australia" (1.er lugar) y "Nebraska - Tahití" (1.er lugar)
Menor puntaje: 20 - "Sudáfrica - San Francisco" (2.º lugar)
Los Yogui Yoguis
Mayor puntaje: 135 - "Gran Cañón - Irlanda" (1.er lugar)
Menor puntaje: 40 - "Italia - Kitty Hawk" (3.er lugar)
Los Super Malos
Mayor puntaje: 80 - "Egipto - Bosque de Sherwood" (2.º lugar) y "Siam - La Luna" (1.er lugar empatado)
Menor puntaje: 0 - "Florida - China" (3.er lugar)

## Datos estadísticos
El capítulo 19, "Sudamérica - Transilvania" fue el único en que el equipo que ganó el evento final del episodio, no obtuvo la medalla de oro, los Scoobys en aquella ocasión ganaron la última prueba, pero debido al puntaje general los campeones fueron los Yoguis, por otro lado en el episodio final de "Siam - La Luna", los Scoobys y los Yoguis, que no ganaron el evento final, igualmente por puntaje ganaron el oro en triple empate junto a los Malos.
Los capítulos 18 y 22 (New York - Turquía y Marruecos - Washington D. C.), fueron los únicos en los que los Super Malos ganaron en solitario la medalla de oro, y también los únicos capítulos en los que los Super de Scooby Doo no ganaron el oro habiendo ganado la primera prueba.
Los Yogui Yoguis nunca ganaron un capítulo en el cual los Super de Scooby Doo ganaran en la primera prueba.
Los Super Malos nunca ganaron un capítulo habiendo ganado ellos la primera prueba de ese día, siempre terminaron 2.os o 3.os cuando empezaron el capítulo ganando el primer evento.

## Emisión Internacional
- Latinoamérica: Cartoon Network, Boomerang y Tooncast.
- Estados Unidos: Cartoon Network y Boomerang.
- Argentina: Canal 11 y Canal 7.
- Chile: Canal 13 (1978-1981,1986-1988), Chilevisión (1980-1985,1989-1993), Mega (1990-1995) y La Red (1997-2004).
- Colombia: Canal Capital, Canal A, Inravision, RTI Producciones, RCN y Teleantioquia.
- Costa Rica: Teletica
- El Salvador: TCS Canal 4 y Canal 12.
- España: La 2 de TVE (1980).
- México: XHGC Canal 5.
- Paraguay: Canal 9 y Canal 14
- Uruguay: Monte Carlo TV.
- Venezuela: RCTV.
- Guatemala: Canal 3 (Guatemala) y Canal 13 (Guatemala).
- Reino Unido: Cartoon Network y Boomerang.

- Datos: Q2601647
- Multimedia: Laff-A-Lympics / Q2601647